# مغنولية هنرية
ماغنوليا هنرية (الاسم العلمي:Magnolia henryi) هي نوع من النباتات تتبع جنس الماغنوليا من الفصيلة الماغنولية.